# Kóbei metró
A kóbei városi metró (japánul 神戸市営地下鉄, átírással Kóbe-siei csikatecu) a japán Kóbe város metróhálózata. Két vonalból áll, az első vonal 1977-ben nyílt meg.

## Vonalak
- Szeisin-Jamate vonal (Szeisin-Csúó állomás–Sin-Kóbe pályaudvar) – a kék vonalat 2001-ben nyitották meg.
  - A vonalat együtt üzemeltetik a Hokusin Kjúkó vasúttal
- Kaigan vonal (Sin-Nagata pályaudvar–Szannomija-Hanadokeimae állomás) – a zöld vonal első szakaszát 1977-ben nyitották meg.